# Lisa Aisato
Lisa Aisato, właśc. Lisa Aisato N'jie Solberg (ur. 23 lipca 1981 w Kolbotn) – norwesko-gambijska artystka, ilustratorka i autorka książek obrazkowych.

## Życiorys
Urodziła się 23 lipca 1981 w Kolbotn (gmina Oppegård). W latach 2001–2004 studiowała na norweskich uczelniach artystycznych. W 2008 ukazała się jej pierwsza książka obrazkowa Mine to oldemødre, która opowiada o dwóch babciach: jednej z Norwegii, a drugiej z Gambii. Jej kolejne dzieło Odd er et egg (2010) zostało nominowane do Kritikerprisen, a Aisato otrzymała stypendium Bokhandlernes barnebokstipend. W 2015 znalazła się na liście dziesięciu najlepszych norweskich pisarzy poniżej 35 roku życia ogłoszonej przez „Morgenbladet”. W następnym roku wraz z siostrą Haddy N’jie napisała książkę dla dzieci Snart sover du, za którą autorki otrzymały nagrodę Teskjekjerringprisen. Z kolei jej książka Livet – illustrert (2019) została wyróżniona nagrodą Nagrodą Norweskich Księgarzy. Aisato została również trzykrotnie nominowana do nagrody im. Astrid Lindgren (2015, 2016, 2018).
Poza książkami autorskim, Aisato stworzyła także ilustracje do książek innych autorów. Wśród nich największą popularność zdobyły O dziewczynce, która chciała ocalić książki Klausa Hagerupa (2017) oraz Śnieżna siostra: opowieść świąteczna Mai Lunde (2018). Obie książki dla dzieci przetłumaczono na 28 języków, a w samej Norwegii sprzedano 250 tys. egzemplarzy Śnieżnej siostry. Ilustracje Aisato do O dziewczynce zostały wyróżnione nagrodą Ordknappen.
Aisato mieszka w Skjærhallen, gdzie w swoim domu prowadzi galerię.

## Twórczość

### Książki autorskie
- 2008: Mine to oldemødre
- 2010: Odd er et egg
- 2013: Fugl
- 2014: En fisk til Luna
- 2018: Snokeboka
- 2019: Livet – illustrert[1][2], wyd. pol.: Życie. Wojciech Mann (tłum.). Wydawnictwo Literackie, 2021. ISBN 978-83-08-07329-2. Brak numerów stron w książce

### Ilustracje do książek
- 2010–2012: książki o trollu Tambarze, Tor Åge Bringsværd(inne języki)
- 2012: Svalene under isen, Gaute Heivoll
- 2016: Bror, søster, Thomas Marco Blatt(inne języki)
- 2017: Jenta som ville redde bøkene, Klaus Hagerup, wyd. pol.: O dziewczynce, która chciała ocalić książki. Iwona Zimnicka (tłum.). Czarna Owca, 2019. ISBN 978-83-8015-987-7. Brak numerów stron w książce
- 2018: Snøsøsteren: en julefortelling, Maja Lunde, wyd. pol.: Śnieżna siostra: opowieść świąteczna. Milena Skoczko (tłum.). Wydawnictwo Literackie, 2019. ISBN 978-83-08-06945-5. Brak numerów stron w książce
- 2018: Til ungdommen, Linn Skåber(inne języki), wyd. pol.: Młodość. Wyznania nastolatków. Milena Skoczko-Nakielska (tłum.). Wydawnictwo Literackie, 2022. ISBN 978-83-08-07576-0. Brak numerów stron w książce
- 2020: Solvokteren, Maja Lunde[1][2], wyd. pol.: Strażniczka Słońca. Milena Skoczko (tłum.). Wydawnictwo Literackie, 2021. ISBN 978-83-08-07363-6. Brak numerów stron w książce
- 2021: Til de voksne: monologer, Linn Skåber[4], wyd. pol.: Dorosłość. Wyznania. Milena Skoczko-Nakielska (tłum.). Wydawnictwo Literackie, 2023. ISBN 978-83-08-08111-2. Brak numerów stron w książce